# Erik Lindh
Erik Gunnar Lindh (født 24. maj 1964 i Kungsälv) er en tidligere svensk bordtennisspiller.
Erik Lindh var en verdensklassespiller i bordtennis, men han stod lidt i skyggen af Jan-Ove Waldner, Jörgen Persson og i mindre omfang Mikael Appelgren.
Da bordtennis kom på det olympiske program i 1988 i Seoul var Lindh udtaget, og han stillede op i både single og herredouble. Bedst gik det for ham i single, hvor han indledte med at vinde sin gruppe ved at sejre i alle syv matcher. I ottendedelsfinalen vandt han 3-0 over japaneren Seiji Ono, hvorpå han i kvartfinalen slog den dobbelte verdensmester, kineseren Jiang Jialiang, med 3-1. I semifinalen tabte han koreaneren Yu Nam-Gyu med 3-0, men han vandt kampen om tredjepladsen med 3-0 over ungareren Tibor Klampár og sikrede sig dermed bronzemedaljen. I double spillede han sammen med Jörgen Persson, og parret blev nummer to i deres indledende pulje med seks ud af syv sejre. I kvartfinalen tabte de til koreanerne Yu Nam-Gyu og An Jae-Hyeong med 3-0. I en ren svensk kamp om syvendepladsen vandt Lindh og Persson med 2-0 over Jan-Ove Waldner og Mikael Appelgren.
Ved OL 1992 i Barcelona deltog Lindh kun i herredouble, hvor han igen spillede sammen med Jörgen Persson. Parret vandt i indledende runde over et østrigsk par, men table til et sydkoreansk par, og da kun vinderne af puljen gik videre i turneringen, sluttede deres deltagelse her.
Lindh vandt desuden tre VM-holdguldmedaljer for Sverige (1989, 1991 og 1993) og fire EM-holdguldmedaljer for Sverige (1983, 1985, 1987 og 1995). Han vandt også to EM-guld i double (1986 og 1992) samt flere sølv- og bronzemedaljer ved EM og VM. Efter VM-holdguldet i 1989 var Erik Lindh med til at modtage Svenska Dagbladets guldmedalje.

## OL-resultater
- 1988:  Bronze i singlerækken